# NGC 6246
NGC 6246 (również PGC 59077 lub UGC 10580) – galaktyka spiralna z poprzeczką (SBb), znajdująca się w gwiazdozbiorze Smoka. Odkrył ją Lewis A. Swift 28 czerwca 1886 roku.
W galaktyce tej zaobserwowano supernową SN 2009kp.